# Liste de ponts de Bulgarie
Cette liste de ponts de Bulgarie présente les ponts remarquables de Bulgarie, tant par leurs caractéristiques dimensionnelles, que par leur intérêt architectural ou historique.

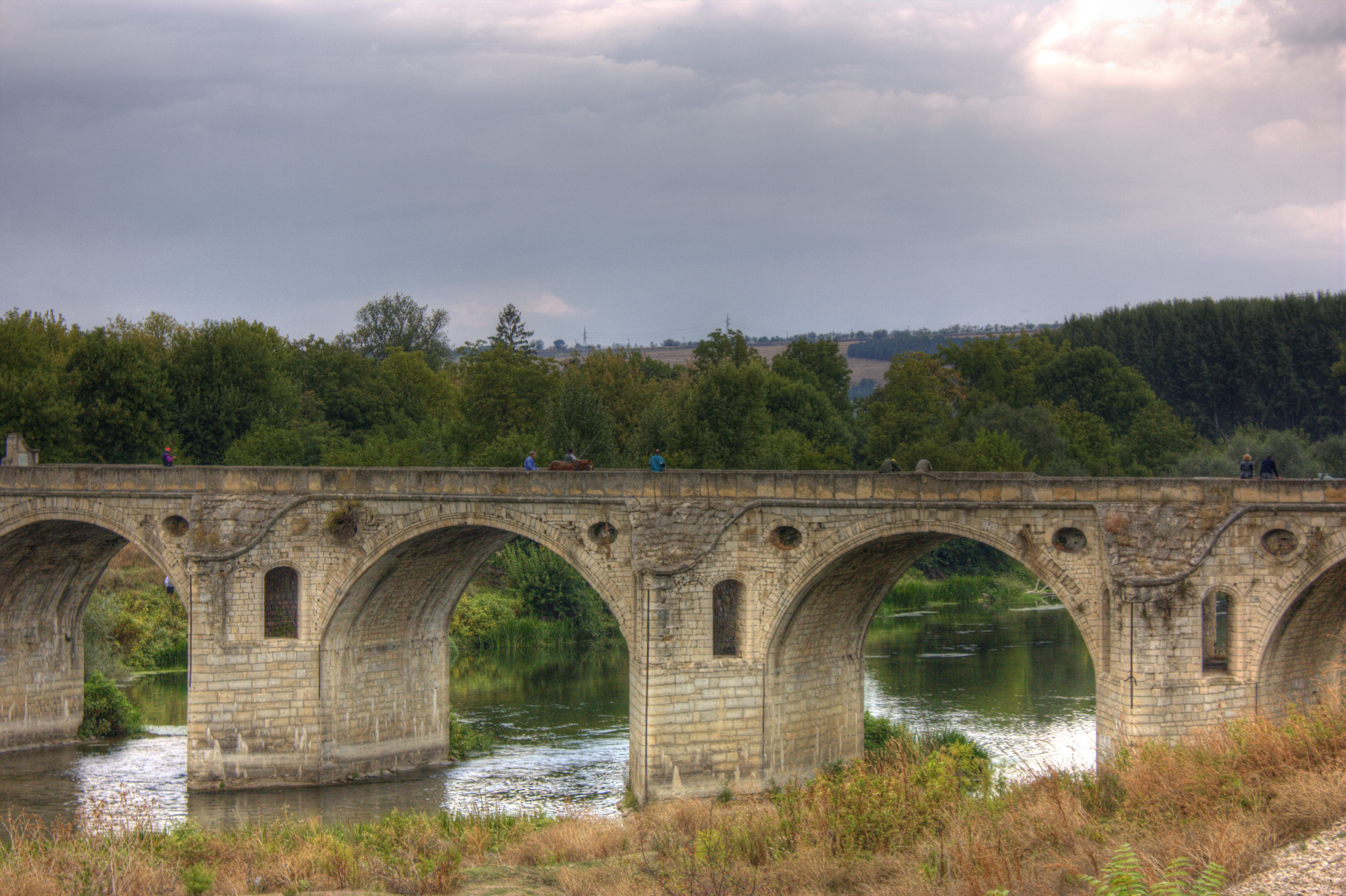
Le pont Belenski à Byala, l'une des œuvres civiles et architecturales majeures de la Renaissance nationale bulgare.

Elle est présentée sous forme de tableaux récapitulant les caractéristiques des différents ouvrages, et peut être triée selon les diverses entrées pour voir un type de pont particulier ou les ouvrages les plus récents par exemple. La seconde colonne donne la classification de l'ouvrage parmi ceux présentés, les colonnes Portée et Long. (longueur) sont exprimées en mètres. Date indique la date de mise en service du pont.

## Ponts présentant un intérêt historique ou architectural
|  |    | Nom                                 | Bulgare                   | Distinction | Long. | Type                                                   | Voie portée Voie franchie             | Date        | Localisation                                              | Oblast          | Ref.  |
|  | -- | ----------------------------------- | ------------------------- | --- | ----- | ------------------------------------------------------ | ------------------------------------- | ----------- | --------------------------------------------------------- | --------------- | ----- |
|  | 1  | Pont de Constantin le Grand détruit | Велики Мост на Константин | Considéré comme le plus long pont de l’Antiquité                                                                    | 2437  | Maçonnerie Arcs en treillis bois, piles en maçonneries | Danube                                | 328         | Gigen - Corabia 43° 45′ 49″ N, 24° 27′ 25″ E              | Pleven Roumanie |       |
|  | 2  | Pont de Kadin                       | Кадин мост                | Portée : 21 mètres                                                                                                  |       | Maçonnerie 4 arches plein cintre                       | Strymon                               | 1470        | Nevestino 42° 15′ 22,5″ N, 22° 51′ 13,1″ E                | Kyoustendil     |       |
|  | 3  | Pont de Svilengrad                  | Старият мост              | Première œuvre majeure de l'architecte Sinan                                                                        | 295   | Maçonnerie Arches ogivales                             | Maritsa                               | 1529        | Svilengrad 41° 46′ 07,7″ N, 26° 11′ 36,4″ E               | Khaskovo        |       |
|  | 4  | Pont Aterenski                      | Атеренски мост            | |       | Maçonnerie 1 arche                                     | Aterenska                             | XVIe siècle | Ivaïlovgrad 41° 30′ 37,3″ N, 26° 04′ 50,6″ E              | Khaskovo        |       |
|  | 5  | Dyavolski most                      | Дяволски мост             | Pont du Diable | 56    | Maçonnerie 3 arches plein cintre                       | Pont piétonnier Arda                  |             | Ardino 41° 37′ 14,2″ N, 25° 06′ 51,2″ E                   | Kardjali        |       |
|  | 6  | Pont de Chiroka laka                | Мост в Широка лъка        | |       | Maçonnerie 3 arches                                    | Pont piétonnier Ladja                 |             | Chiroka laka 41° 40′ 38,9″ N, 24° 35′ 08,7″ E             | Smolyan         |       |
|  | 7  | Pont sur la Bistrica                |                           | |       | Maçonnerie 1 arche                                     | Bistrica                              |             | Satovtcha 41° 37′ 23,3″ N, 23° 57′ 08,4″ E                | Blagoevgrad     |       |
|  | 8  | Belenski most                       | Беленски мост             | Conçu par Kolyu Ficheto                                                                                             | 276   | Maçonnerie 14 arches à l'origine                       | Yantra                                | 1867        | Byala 43° 28′ 10,4″ N, 25° 43′ 31,6″ E                    | Roussé          | [ 1 ] |
|  | 9  | Pont couvert de Lovetch             | Покритият мост в Ловеч    | Reconstruit avec l'aide de Kolyu Ficheto à la suite de sa destruction par une crue en 1872 Abrite quatorze magasins | 106   | Pont couvert en bois                                   | Pont piétonnier Osam                  | 1874        | Lovetch 43° 07′ 56,6″ N, 24° 42′ 59,4″ E                  | Lovetch         |       |
|  | 10 | Pont de Stambolov                   |                           | |       | Arc Acier, tablier porté                               | ulitsa Aleksandar Stamboliyski Yantra | 1897        | Veliko Tarnovo 43° 04′ 54″ N, 25° 38′ 14,2″ E             | Veliko Tarnovo  |       |
|  | 11 | Viaduc de Bebresh                   | Бебреш (виадукт)          | Spot de saut à l'élastique Hauteur libre : 125 mètres                                                               | 720   | Poutres Béton précontraint                             | A2 Hemus motorway                     | 1985        | Botevgrad - Gorna Malina 42° 49′ 33,9″ N, 23° 47′ 47,2″ E | Sofia           |       |

## Grands ponts
Ce tableau présente les ouvrages ayant des portées supérieures à 100 mètres ou une longueur totale de plus de 3 000 mètres (liste non exhaustive).
|  |   | Nom                             | Bulgare            | Portée   | Long. | Type                                   | Voie portée Voie franchie                                      | Date | Localisation                                      | Oblast          | Ref. |
|  | - | ------------------------------- | ------------------ | -------- | ----- | -------------------------------------- | -------------------------------------------------------------- | ---- | ------------------------------------------------- | --------------- | ---- |
|  | 1 | Pont Calafat-Vidin              | Мост Видин-Калафат | 180 (x3) | 1971  | Haubané 3 pylônes béton                | Route européenne 79 Ligne ferroviaire Danube                   | 2013 | Vidin - Calafat 44° 00′ 08,8″ N, 22° 56′ 54,4″ E  | Vidin Roumanie  |      |
|  | 2 | Pont Asparuhov                  | Аспарухов мост     | 160      | 2050  | Poutre-caisson Acier                   | A4 Cherno More motorway Lac de Varna - Mer Noire               | 1976 | Varna 43° 11′ 25,7″ N, 27° 53′ 05,9″ E            | Varna           |      |
|  | 3 | Pont de l'amitié Roussé-Giurgiu | Мост на дружбата   | 120 (x4) | 2223  | Treillis Acier à 2 niveaux Pont levant | Европейски път Е70 Европейски път Е85 Ligne ferroviaire Danube | 1954 | Roussé - Giurgiu 43° 53′ 17,7″ N, 26° 00′ 23,8″ E | Roussé Roumanie |      |